# 长湾河水库
长湾河水库是中国广东省茂名市化州市境内的一座水库，位于罗江上，建于1960年。水库正常库容为1440万立方米，平均水深为3.80米，集雨面积为71平方千米，海拔为37.7米。